# Batu (planina)
Batu je jedna od najviših planina Bala u regiji Oromija na jugoistoku Etiopije.
Planina je dio Nacionalnog parka Bale, njen najviši vrh doseže 4.307 metara. 
Planina Batu ima dva vrha; Tiniš Batu (Mali Batu), koja je u stvari viši, i Tilik Batu (Veliki Batu) koji je niži, i koji se nalazi na jugu planine. Razlog za ovu zbrku s imenima vrhova, dao je Paul Henze koji kaže da kad gledate planinu sa sjevernog podnožja vrh Veliki Batu (Tilik Batu), koji se nalazi iza Malog Batua (Tiniš Batu)  zapravo izgleda viši.
Prvi Europljanin koji je uspeo na Batu bio je finski profesor, Helmera Smeds koji je to uspio 1958. godine.

## Pogledajte i ovo
- Nacionalni park Bale